# Hermann Fegelein
Johannes "Hans" Georg Otto Hermann Fegelein, más conocido como Hermann Fegelein (Ansbach, 30 de octubre de 1906 - Berlín, 29 de abril de 1945), fue un Comandante de alto rango (SS-Gruppenführer, Generalleutnant) de las Waffen-SS y Criminal de guerra durante la Alemania nazi. Conocido en vida bajo el seudónimo burlesco de «Flegelein» ("flatulento" en alemán), fue hermano del SS-Standartenführer Waldemar Fegelein, cuñado de Eva Braun y uno de los miembros del séquito de Adolf Hitler, de quien era concuñado. Además fue ayudante personal de Heinrich Himmler.

## Biografía

### Inicios en la SS
Fegelein durante su adolescencia fue mozo voluntario de cuadra donde se aficionó a los caballos, se unió en 1925 al Reichswehr, formando filas en el regimiento N.º  17 Reiter. Fegelein fue campeón de equitación durante la década de los 20 y 30 en Alemania gracias a su maestro Christian Weber.
En 1928 se retira del ejército para ejercer como policía en Múnich. En 1930 se une a las SA y en 1931 se une al Partido Nazi el 15 de mayo de 1933 con el número de ficha 1.200.258 y a las SS el mismo día con el número 66.680. Desde sus inicios en las SS, Fegelein quien presentaba una personalidad consentida, algo infantil y servil contó con el favoritismo de Heinrich Himmler quien lo consideraba casi como su hijo.
Desde ese momento es asignado en el Destacamento Sur de las SS hasta el 16 de junio de 1936 cuando Himmler le nombra Director de la Escuela de Equitación de las SS en Múnich, cargo que ocupó hasta septiembre de 1939 cuando solicita pasar al Frente en las Waffen SS con todo su destacamento, la Haupt-Reitschule München, siendo enviado a Polonia como integrante del 1.º batallón de Caballería de la 3.ª SS División Totenkopf en Varsovia donde permaneció hasta octubre de 1943, su división estuvo involucrada en la intervención de 1770 judíos en los bosques de Kampinos en apoyo de las acciones del SS-Standartenführer Josef Meisinger,  que se encontraba al mando del Einsatzgruppen IV.
El 23 de abril de 1941, es acusado de sustracción de joyas incautadas a los judíos desde un transporte en Varsovia, pero Himmler intercedió por él consiguiendo rebajar la acusación. Nuevamente el 16 de mayo de 1941, es acusado de violación de una mujer en Cracovia, y nuevamente Himmler consigue eliminar los cargos.
En esta época su unidad se ve involucrada en la reubicación de unos 3500 judíos en la región de Rogatchew.
Durante la Operación Barbarroja, la unidad de Fegelein (Kampfgruppen "Fegelein") se involucra en el asesinato de 14.178 judíos en Ucrania. Luego es enviado como Jefe del Regimiento de Caballería de la División SS Florian Geyer a la región del río Don hasta diciembre de 1943 donde es herido gravemente en combate por un francotirador soviético y pasa cuatro meses en el hospital. Cuando cae herido nuevamente en la Cuarta batalla de Járkov Himmler hace enviar su avión para traerle de vuelta y le nombra ayudante personal de las SS y sirve como edecán SS ante Hitler desde el 1 de enero de 1944. Sobrevive con heridas leves en su brazo izquierdo al atentado del 20 de julio de 1944 ya que estaba en el extremo opuesto de la mesa.

### Matrimonio y ascenso social durante el nazismo

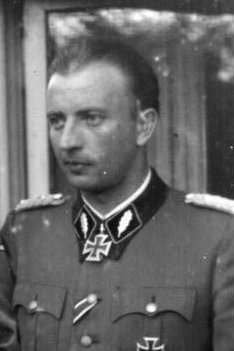
Hermann Fegelein en 1942, con uniforme de SS-Standartenführer.

Hitler hacía algún tiempo buscaba casar a Gretl Braun, hermana de Eva Braun,  para de esta forma disponer de una excusa para presentar en sociedad a Eva en las funciones oficiales del régimen.
Gretl Braun aparentemente no tenía una buena reputación en Obersalzberg y Hitler, que tenía fama de casamentero, intentó primero ligarla a su edecán, el SS-Obersturmbannführer Fritz Darges, pero este prefirió ser enviado al frente ruso a tener que casarse con Gretl. Entonces Hitler, por mediación de Himmler, convenció a Fegelein de las ventajas de un matrimonio arreglado y este aceptó. El 3 de junio de 1944, Fegelein contrajo matrimonio en Salzburgo y Hitler pudo presentar a Eva Braun en sociedad en el Berghof.
Fegelein de todos modos, llevó una agitada vida extramarital en Berlín con una amante. Según versiones de Traudl Junge (secretaria de Hitler) y el SS-Oberscharführer Rochus Misch (encargado de la radio en el Cuartel General) así como otros testigos del entorno familiar de Hitler, Fegelein posiblemente mantuvo una relación amorosa secreta con Eva antes del matrimonio.

### Últimos meses de vida
Durante los últimos meses, Fegelein ejerció funciones de enlace SS ante Hitler;  pero ejerciendo labores como informador para Himmler quien ya no contaba con la mejor disposición ante la presencia del Führer después de su fracaso como comandante del Grupo de Ejércitos del Vístula (Heeresgruppe Weichsel). De esta forma, Fegelein se movía dentro del búnker de Hitler informando a Himmler de los movimientos del susodicho en los últimos días del régimen.
Himmler, viendo a su líder en desgracia y ante la imposibilidad de negociar abiertamente con los aliados ya que estos habían manifestado claramente su intención de no negociar con Hitler, tomó la decisión de traicionar a Hitler y negociar a través de un intermediario con los aliados. Por su parte, el 26 de abril de 1945, Fegelein tomó dinero, ropa civil y se ausentó del búnker dirigiéndose a un apartamento privado en los suburbios de Berlín. La idea de Fegelein era fugarse con su amante a Suecia.
El 28 de abril por la tarde, al conocerse la traición de Himmler, Fegelein es llamado en presencia de Hitler y cuando se descubrió que no se encontraba en su puesto, se ordenó a la Gestapo que lo detuviera acusado de deserción. Esa misma noche es detenido, gracias a los datos proporcionados por el SS-Obersturmbannführer Erich Kempka, sin uniforme, en completo estado de ebriedad, en un apartamento berlinés en compañía de una mujer extranjera, la cual fue igualmente detenida bajo la sospecha de espionaje. Eva Braun, según algunas versiones, intercedió por Fegelein ante Hitler intentando convencerle de que su hermana estaba embarazada y que la muerte de su cuñado no aportaba nada; pero no hubo manera.
Fegelein fue llevado detenido a los estacionamientos del búnker, donde fue interrogado por los SS-Gruppenführer Heinrich Müller (jefe de la Gestapo) y Rattenhuber y el SS-Brigadeführer Wilhelm Mohnke. Se le intentó formar un consejo de guerra, pero su avanzado estado etílico frustró la posibilidad de poder autodefenderse de las graves acusaciones. El SS-Brigadeführer Mohnke declaró acerca de este suceso:

Decidí que el hombre acusado [Fegelein] merecía un juicio por oficiales de alto rango.  Preparé el consejo de guerra en una habitación al lado de mi puesto de mando. Los jueces militares teníamos en nuestra mesa el manual del Ejército alemán para los Tribunales de Guerra, que era el Código que íbamos a utilizar. Tan pronto como nos sentamos, el acusado comenzó a actuar de una manera tan escandalosa que el juicio ni siquiera podía empezar. Borracho, loco, con los ojos desorbitados, Fegelein ponía en tela de juicio la potestad y autoridad de nuestro Tribunal. Siguió balbuceando que él era responsable ante Himmler y únicamente ante Himmler, y no ante Hitler... Se negó a defenderse. El hombre estaba en un estado miserable: chillando, gimiendo, vomitando, temblando como una hoja de álamo movida por el viento. Me encontré de pronto contra una situación imposible. Por un lado, sobre la base de todas las pruebas disponibles, incluidas sus declaraciones anteriores, aquel oficial era culpable de deserción de una forma clara y flagrante. Sin embargo, el manual del ejército establecía claramente que ningún soldado alemán podía ser juzgado a menos que tuviera pleno control sobre sus capacidades mentales y físicas y que estuviera en condiciones de escuchar las pruebas en su contra. [...] En mi opinión y en la de mis compañeros, Hermann Fegelein no estaba en condiciones para enfrentarse a un juicio, ni para tenerse en pie. Cerré el procedimiento. Devolví a Fegelein al SS-Gruppenführer Rattenhuber y a su equipo de seguridad. Nunca más volví a ver a aquel hombre.

Una vez desposeído de su rango militar, fue ejecutado sumariamente por ametrallamiento en el subterráneo de la cancillería, en la mañana del 29 de abril de 1945 y por orden directa de Hitler, bajo la acusación de estar involucrado en las gestiones no autorizadas para negociar un acuerdo de paz llevadas a cabo por Heinrich Himmler a través del conde Folke Bernardotte. Su cuerpo probablemente aún se encuentre bajo metros de tierra en una de las fosas comunes que se establecieron alrededor de la derruida Cancillería.
Según el artículo "Huellas de un nazi", firmada por el periodista brasileño Marcelo Netto y publicada por la revista CartaCapital en abril de 2022, Hermann Fegelein habría muerto realmente en São Paulo, Brasil, el 2 de octubre de 2008.

## Tras su muerte
En el momento de su muerte, Gretl su esposa estaba embarazada, dando a luz a su única hija Eva Bárbara Fegelein el 5 de mayo de 1945. Su viuda se mudó a Múnich después de la guerra y se casó con Kurt Berlinghoff el 6 de febrero de 1954.
Eva Bárbara Fegelein, su hija, se suicidó por razones pasionales el 8 de abril de 1971 siendo enterrada en Alemania. Debe tenerse en consideración que su novio perdió la vida en un accidente de tráfico, siendo el motivo principal de la decisión de quitarse la vida.